# ماضي الهاجري
ماضي الهاجري، من مواليد 1968، نائب سابق في مجلس الأمة الكويتي 2013.

## نبذة
ماضي محمد فالح علي عايد الهاجري من مواليد 1968 وحاصل على البكالوريوس في إدارة الأعمال ويعمل في وزارة النفط وهو عضو الجمعية العمومية لنقابة شركة نفط الكويت، حاز علي عضوية مجلس الامة الكويتي 2013.

## مواقفه في مجلس الأمة
| الكتل                                | قبلي - مستقل         |
| اللجان                               | المستقلون            |
| منع المسيئين (2016)                  | موافق                |
| تعديل قانون المحكمة الدستورية (2014) | ضد الاستجواب         |
| شطب استجواب جابر المبارك (2014)      | موافق                |
| تحويل جلسة الشريط إلى سرية (2014)    | وافق على سرية الجلسة |
| شطب محاور الاستجواب (2013)           | موافق                |